# Alfeld, Mittelfranken
Alfeld är en kommun och ort i Landkreis Nürnberger Land i Regierungsbezirk Mittelfranken i förbundslandet Bayern i Tyskland.
Kommunen ingår i kommunalförbundet Happurg tillsammans med kommunen Happurg.